# Phillip Ndunguru
Phillip Ndunguru ou (Philip Ndunguru), de son vrai nom Phillip Neri Ndunguru (né le 28 janvier 1962 dans le district de Mbinga (Région de Ruvuma), Tanzanie, mort en mars 1986) était un auteur de bande dessinée tanzanien.